# Цикл «Видение Теней» (Коты-Воители)
Цикл «Видение теней» — шестой цикл книг серии «Коты-Воители», повествующий о событиях, произошедших после цикла «Знамение звёзд» и специального издания «Гроза Ежевичной Звезды». Ранее цикл назывался «Обещание Звёздного племени» (StarClan’s Promise). Вышел в 2016.

## Список книг
- Приключения Ольхолапа
- Гроза и тень
- Расколотое небо
- Самая тёмная ночь
- Огненная река (River of Fire)
- Неистовая буря (The Raging Storm)